# Горайский, Максимилиан Михайлович
Максимилиан Михайлович Горайский (1857 — не ранее 1916) — военный деятель Российской империи, генерал-майор.

## Биография
Католического вероисповедания. Окончил Кременчугское реальное училище.
В военную службу вступил 21 апреля 1876 года.
Окончил Чугуевское пехотное юнкерское училище. Выпущен в 63-й пехотный резервный батальон.
Участник Русско-турецкой войны (1877—1878). Прапорщик (ст. 10.09.1879). Подпоручик (ст. 23.03.1881). Поручик (ст. 26.10.1883). Штабс-капитан (ст. 15.03.1885).
Окончил офицерскую стрелковую школу на «успешно». Командовал ротой (11 л. 10 м.). Капитан (ст. 15.03.1891). Подполковник (ст. 26.02.1898).
Участник русско-японской войны (1904—1905), был ранен. Полковник (пр. 1905; ст. 04.07.1904; за боевые отличия).
Командир 9-го Сибирского стрелкового полка (с 11.10.1908).
Участник первой мировой войны. Генерал-майор (пр. 10.07.-01.08.1916).
Состоял в резерве чинов при штабе Петроградского военного округа.
Уволен от службы за болезнью 26 сентября 1916 года.

## Награды
- Орден Святого Станислава 2-й ст. (1905);
- Орден Святой Анны 2-й ст. с мечами (1905);
- Орден Святого Владимира 3-й ст. (1911);
- Орден Святого Георгия 4-й ст. (ВП 11.12.1915).